# 馬里蘭州同性婚姻

虹色马里兰州地图

同性婚姻自2013年1月1日起在马里兰州合法。2007年9月18日，美國馬利蘭州最高上訴法院裁定該州禁止同性婚姻的法律並不違憲。2010年2月24日，馬利蘭州承認美國其他州的同性婚姻關係。2012年3月1日，美國馬利蘭州州長馬丁‧奧馬利（Martin O'Malley）簽署同性婚姻法案，使馬利蘭州正式成為美國第八個承認同性婚姻合法化的州。反對者已宣佈會爭取本年11月大選時全民公投，推翻同性婚姻法案。據馬利蘭州選舉委員會稱，啟動公投的門檻是在6月30日之前收集到5萬6千個選民簽名，並且要在5月31日前先收集到其中三分之一的簽名。政府要到2013年1月才可向同性伴侶簽發結婚證書。